# 弄弄坪街道
弄弄坪街道，是中华人民共和国四川省攀枝花市东区下辖的一个乡镇级行政单位。2019年12月，撤销长寿路街道、枣子坪街道和向阳村街道，将原长寿路街道、原枣子坪街道、原向阳村街道和银江镇弄弄沟村四组所属行政区域划归弄弄坪街道管辖。

## 行政区划
弄弄坪街道下辖以下地区：
东风社区、烂泥田社区、新风社区、冶金街社区、金鹏社区、民乐社区、高峰社区、大花地社区和凉风坳社区。

## 历史
地名由来，有说法是当初在攀枝花建钢厂时，因为没有一片平地，所以十分困难，甚至有些专家建议国务院取消这个计划，周恩来总理（或国家计委主任李富春或中央书记处负责人邓小平）听说后，笑着说，没有平地，那么弄一弄就平了，所以就叫做弄弄坪了。但《攀枝花日报》2006年3月16日发表孙中荣的文章《应该终止的谬误》：
1975年上半年，我去炳草岗农村工作，当时大队妇女主任王秀英讲，攀枝花建设动工前，他们从弄弄坪搬到了炳草岗。中央新闻纪录电影制片厂制作的《攀枝花建设初期》中，焦化厂工地那棵很大的榕树下，就有王秀英等当地农民的镜头。出于调查习惯，我还听到了他们对弄弄沟等地的介绍。在写这篇文稿时，我特地找原在银江镇人大工作的王洪富进行核实，王主席今年六十岁，明确地告诉我，他从小就知道弄弄坪、弄弄沟，这本是早先就有的名字。